# الجناح العسكري (وحدة عسكرية)
الجناح العسكري جماعة أو جبهة مشكّلة للقيام بمهامّ عسكرية لصالح جهة أكبر تتبعها.

شعار كتائب القسام الجناح العسكري لحركة حماس.